# Резуховидка песчаная
Резуховидка песчаная, или Резушка песчаная (лат. Arabidopsis arenosa) — однолетнее, двулетнее или многолетнее травянистое растение, относящееся к роду Резуховидка (Arabidopsis) семейства Капустные (Brassicaceae). В литературе и интернет-источниках часто встречается под устаревшими синонимичными названиями Сердечниковидник песчаный, Сердечниковидка песчаная  или Кардаминопсис песчаный (лат. Cardaminopsis arenosa).

## Ботаническое описание[4][5]
Однолетнее, двулетнее или многолетнее травянистое растение.
Стебель прямостоячий или приподнимающийся, ветвистый вверху и внизу, длиной (5)15–30(80) см. Покрыт простыми оттопыренными волосками.
Прикорневые листья лировидно-раздельные, обычно имеют 8–12 долей и конечную угловато-зубчатую крупную долю. Верхние стеблевые листья немногочисленные, короткочерешковые, продолговато-ланцетные. Цельные, либо с 1–2 надрезами, редкозубчиковые.
Цветки многочисленные, лепестки беловатые или светло-лиловые, длиной до 7 мм, превышают чашелистики в 2,5 раза. Цветоножки 3–5 мм длиной. Цветение в средней полосе России приходится на май-июнь.
Плод — косоотстоящие от оси соцветия стручки длиной 20–40 мм и около 1 мм шириной. Ножка короткая, средняя жилка на створках слабо выраженная.
Семена гладкие. Плодоносит в июне–июле.
Хромосомное число 2n=16, 28.

## Распространение и экология[4][5]
Европейский вид: Скандинавия, Центральная и Атлантическая Европа, Средиземноморье. В России встречается преимущественно в Южных регионах Европейской части, севернее — как заносное растение. Вид включён в ботанический атлас растений Ленинградской области.
Произрастает на влажных песчаных местах, пустырях, вдоль дорог, по берегам рек, на каменистых обнажениях и известняковых скалах.

## Классификация

### Таксономия[6]
Arabidopsis arenosa (L.) Lawalrée, 1960, Bull. Soc. Roy. Bot. Belgique 92: 242
Вид Резуховидка песчаная относится к роду Резуховидка (Arabidopsis) семейства Капустные (Brassicaceae) порядка Капустоцветные (Brassicales). Кладограмма в соответствии с Системой APG IV по состоянию на июнь 2023 года:
|  |                                      |  |                                   |                                   |                     |  | ещё 16 семейств | ещё 16 семейств |                          |  |                        |  | еще 10 подтвержденных видов и 8 видов, ожидающих подтверждения | еще 10 подтвержденных видов и 8 видов, ожидающих подтверждения |  |
|  |                                      |  |                                   |                                   |                     |  | ещё 16 семейств | ещё 16 семейств |                          |  |                        |  | еще 10 подтвержденных видов и 8 видов, ожидающих подтверждения | еще 10 подтвержденных видов и 8 видов, ожидающих подтверждения |  |
|  |                                      |  |                                   | порядок Капустоцветные            |                     |  |                 |                 | род Резуховидка          |  |                        |  |                                                                |                                                                |  |
|  |                                      |  |                                   | порядок Капустоцветные            |                     |  |                 |                 | род Резуховидка          |  | 1 внутривидовой таксон |  |                                                                |                                                                |  |
|  | отдел Цветковые, или Покрытосеменные |  |                                   |                                   | семейство Капустные |  |                 |                 | вид Резуховидка песчаная |  |                        |  |                                                                |                                                                |  |
|  | отдел Цветковые, или Покрытосеменные |  |                                   |                                   |                     |  |                 |                 |                          |  |                        |  |                                                                |                                                                |  |
|  |                                      |  | ещё 63 порядка цветковых растений | ещё 63 порядка цветковых растений |                     |  |                 | ещё 354 рода    | ещё 354 рода             |  |                        |  |                                                                |                                                                |  |
|  |                                      |  |                                   | ещё 63 порядка цветковых растений |                     |  |                 |                 | ещё 354 рода             |  |                        |  |                                                                |                                                                |  |

### Синонимы
- Arabidopsis arenosa subsp. arenosa
- Arabis arenaria Schrank
- Arabis arenosa Scop.
- Arabis halleri Luce
- Arabis segetalis Schur
- Cardamine arenosa Roth
- Cardamine petraea Townson
- Cardaminopsis arenosa (L.) Hayek
- Cardaminopsis arenosa subsp. arenosa
- Cardaminopsis carpatica Mesicek
- Crucifera arenosa E.H.L.Krause
- Sisymbrium arenosum L.
- Stenophragma arenosum B.Fedtsch.
- Turritis arenosa Lapeyr.